# ویگ
ویگ (به انگلیسی: Whigs (British political party)) یکی از دسته‌بندی‌ها و احزاب سیاسی قدیم در پارلمان بریتانیا در قرن‌های هفدهم تا نوزدهم میلادی بود که حزب لیبرال از آن سرچشمه گرفت.